# Vormela peregusna
La puzzola marmorizzata (Vormela peregusna) è un piccolo mammifero appartenente al genere monotipico Vormela della sottofamiglia Mustelinae. Vormela deriva dalla parola tedesca Wormlein, che significa «piccolo verme». Il termine peregusna periva da pereguznya, la parola ucraina per indicare la puzzola. Le puzzole marmorizzate vivono generalmente nelle aree più asciutte e nelle praterie dall'Europa sud-orientale alla Cina occidentale. Come altri membri dei Mustelinae, quando sono minacciate possono emettere una forte secrezione odorosa dalle sacche anali poste sotto la coda.

## Aspetti morfologici
Con una lunghezza di 29–35 cm (testa e corpo), la puzzola marmorizzata ha un muso corto e orecchie molto grandi e ben distinguibili. Gli arti sono corti e gli artigli sono lunghi e robusti. Mentre la coda è lunga, con lunghi peli, nelle altre zone tutto il pelame è corto. Delle macchie bianche e nere segnano la faccia, con una striscia nera attraverso gli occhi e macchie bianche intorno alla bocca. Dorsalmente, il pelame è giallo e intensamente chiazzato con macchie irregolari rossastre o brune. La coda è bruna scura, con una fascia giallastra nella regione centrale. La regione ventrale e gli arti sono bruno scuro. La massa della femmina varia dai 295 ai 600 g e quella dei maschi dai 320 ai 715.

## Distribuzione ed habitat
La puzzola marmorizzata è diffusa dall'Europa sud-orientale alla Russia e alla Cina. Il suo areale comprende Bulgaria, Turchia, Romania, Asia Minore, Libano, Siria, Giordania, Israele, Palestina, Iran, Afghanistan, Pakistan nord-occidentale, Jugoslavia, Mongolia, Cina e Kazakistan, spingendosi a nord fino alle steppe degli Altai, in Siberia. Nel 1998 venne avvistata una puzzola marmorizzata nella penisola del Sinai, in Egitto.
Le puzzole marmorizzate vivono nei deserti aperti, nei semi-deserti, nelle aree rocciose semi-aride delle vallate e delle basse catene collinari, nelle zone steppose e nelle foreste arbustive subtropicali aride. Evitano le regioni montuose. Le puzzole marmorizzate sono state avvistate anche in aree coltivate, come nelle coltivazioni di meloni e negli orti.
Per riposarsi e riprodursi le puzzole marmorizzate utilizzano le tane dei grandi scoiattoli terricoli o di roditori simili, come quelle del grande gerbillo (Rhombomys opinus) e del jird libico. Possono comunque scavarsi da sole la propria tana o vivere nei tunnel di irrigazione sotterranei. In inverno, le puzzole marmorizzate foderano le loro tane con l'erba.

## Biologia
Le puzzola marmorizzate sono più attive durante la mattina e la sera. La loro vista è debole e fanno affidamento su un ben sviluppato senso dell'olfatto. Le vocalizzazioni sono limitate e consistono in penetranti pianti d'allarme, grugniti e in un lungo grido sommesso.
Le puzzole marmorizzate sono solitarie e si spostano incessantemente attraverso il loro territorio Archiviato il 12 maggio 2009 in Internet Archive. di 0,5-0,6 km². Generalmente sostano soltanto in un unico rifugio. Quando incontrano un altro membro della stessa specie diventano solitamente aggressive.
Quando sono allarmate, le puzzole marmorizzate si alzano sulle zampe, mentre inarcano il dorso e arricciano la coda con i lunghi peli eretti su di esso. Rizzano anche la testa, digrignano i denti ed emettono brevi sibili penetranti. Se minacciate, possono espellere una secrezione nauseabonda dalle ghiandole anali dilatate sotto la coda.
Per scavare, come quando devono costruire le tane, le puzzole marmorizzate spalano la terra con le loro zampe anteriori mentre si sostengono con il mento e con le zampe posteriori. Per togliere di mezzo gli ostacoli, ad esempio delle radici, usano i denti.

### Cibo ed alimentazione
Sappiamo che le puzzole marmorizzate si nutrono di scoiattoli terricoli, jird libici (Meriones libycus), criceti armeni (Cricetulus migratorius), arvicole, ratti talpa (Spalax lecocon ehrenbergi), topi domestici (Mus musculus) e di altri roditori, di piccole lepri, uccelli, lucertole, rane e insetti (per esempio chiocciole, scarabei e grilli), così come di frutta ed erba. Sono state viste catturare piccoli uccelli domestici, come polli e piccioni, nonché rubare carne affumicata e formaggio.

### Riproduzione
Le puzzole marmorizzate si accoppiano tra marzo e gli inizi di giugno. La gestazione può essere lunga e variabile (da 243 a 327 giorni). I parti che sono stati osservati sono avvenuti tra la fine di gennaio e la metà di marzo. L'impianto ritardato permette alle puzzole marmorizzate di far nascere i piccoli durante condizioni favorevoli, come quando le prede sono abbondanti.
Le nidiate sono composte da 4-8 piccoli. Solo le femmine si prendono cura di loro. I piccoli aprono gli occhi intorno ai 38-40 giorni, sono svezzati a 50-54 giorni e lasciano la madre (dispersione) a 61-68 giorni.

## Status e conservazione
V. peregusna viene classificata nella Lista Rossa delle Specie Minacciate della IUCN e nella valutazione del 1996 è stata considerata a basso rischio. Anche la sottospecie V. peregusna peregusna (nome comune puzzola marmorizzata europea) è stata considerata e nella valutazione del 1996 è stata classificata come vulnerabile. La Lista Rossa del 2007 considera queste assegnazione come superate. Si pensa che il declino delle popolazioni di puzzola marmorizzata sia dovuto alla distruzione dell'habitat (a causa dell'aratura), alla disinfestazione dei roditori e alla riduzione delle prede disponibili.

## Tassonomia
Esistono alcune sottospecie di V. peregusna, tra cui:
- V. p. alpherakyi
- V. p. euxina
- V. p. negans
- V. p. pallidor
- V. p. peregusna
- V. p. syriaca

## Nomi comuni
Tra gli altri nomi per indicare la puzzola marmorizzata ricordiamo aladzhauzen (turco); berguznya (Kuban); chokha (calmucco); fessyah (puzzolente in arabo); abulfiss (arabo); Ma-nai-ho (cinese); myshovka (dialetto cosacco terek); pereguznya, pereguzka, perevishchik (ucraino); perevozchik (Russia meridionale); perewiaske (polacco); suur-tyshkan (kirghiso); putois marbré, putois de Pologne (francese); Tigeriltis (tedesco); puzzola screziata; puzzola marmorizzata siriana e puzzola tigrata.

## Curiosità
La puzzola marmorizzata veniva in passato ricercata per la sua pelliccia e nel commercio delle pelli era nota come fitch.
Nel 1945 vennero visti dei negozianti di Kabul che allevavano puzzole marmorizzate per sterminare i roditori.